# Berardius bairdii
El zifio o berardio de Baird (Berardius bairdii) es una especie de cetáceo odontoceto de la familia Ziphiidae. Es, junto al zifio de Arnoux (Berardius arnuxii) la especie más grandes de zifio. Fue descrito por Leonhard Hess Stejneger en 1883, gracias a un ejemplar encontrado en el Mar de Bering. En la prefectura de Chiba es muy apreciado por su carne.

## Descripción
El zifio de Baird mide unos 12-13 m de longitud y pesa entre 10 y 11 toneladas. Tiene el cuerpo alargado, casi tubular. Presenta un hocico largo y prominente. El maxilar inferior es más largo que el maxilar superior, y la parte delantera dientes son visibles aun cuando la boca está totalmente cerrada. El melón es particularmente bulboso. Hay poco dimorfismo sexual en esta especie. Los machos llegan a 84 años y las hembras a 54 años.

## Población y distribución
Habita en el Océano Pacífico Norte, el Mar de Japón y la parte meridional del Mar de Ojotsk. Parecen preferir los mares más abruptos al borde de la plataforma continental. Los especímenes se han registrado tan al norte como el Mar de Bering y al sur hasta la península de Baja California. 
La estimación de población para esta especie es del orden de 30000 individuos.

## Comportamiento
Suelen desplazarse en grupos compactos de hasta diez animales, con un máximo de 30. Cuando los persiguen, todos los miembros del grupo huyen conjuntamente, sumergiéndose y saliendo a la superficie sincrónicamente. A pesar de que esta especie se ha cazado durante mucho tiempo, la composición de las manadas no se ha estudiado en profundidad. Sorprende el hecho de que más de dos tercios de los especímenes capturados sean machos, a pesar de que las hembras son más voluminosas, lo que debería convertirlas en una presa más deseada. Los varamientos en masa son poco habituales. No obstante en una ocasión varó un grupo integrado por siete animales, incluyendo cuatro machos maduros y dos hembras maduras.
Los berardios de Baird suelen ser escurridizos. A veces saltan, otean y golpean la superficie del agua con las aletas pectorales o la cola. De todos modos, pasan la mayor parte del tiempo lejos de la superficie, buceando en aguas profundas. Típicamente permanacen sumergidos una media hora, a veces una hora o más, y generalmente no pasan más de cinco minutos en la superficie entre inmersiones consecutivas. Para alimentarse, suelen bucear a más de 1000 metros de profundidad. De todos modos, esta habilidad no parece mantenerlos a salvo de los depredadores. Se han encontrado restos de berardios de Baird en el estómago de varias orcas. Algunos de los ejemplares capturados en aguas japonesas presentan las cicatrices lineales características de las heridas infligidas por orcas.

## Reproducción
Existe una gran incertidumbre en torno a la reproducción del berardio de Baird. Los estudios de los animales capturados en las costas japonesas indican que la gestación podría durar entre 10 y 17 meses. Probablemente las hembras dan a luz cada tres años. Esta especie represena una excepción entre los cetáceos por el hecho de que los machos maduran antes y parecen vivir mucho más que las hembras, por lo que siempre hay más machos sexualmente maduros que hembras en la población. Los machos de más edad probablemente desempeñan un papel social importante. Algunos investigadores han especulado que los machos tal vez colaboren en el cuidado de las crías destetadas, lo que permitiría que las hembras dieran a luz más a menudo.

## Alimentación
Se alimentan de calamares y peces que viven en aguas profundas. Buscan alimento sobre todo cerca del fondo del mar, entre 1000 y 3000 metros de profundidad. Frente a las costas de Japón, esta especie tiene una importante área de alimentación durante el verano y el otoño, lo que probablemente está relacionado con la corriente fría subsuperficial de Oyashio, asociada a una gran productividad.

## Estatus y conservación
No existe ninguna estimación sobre la población mundial de estos berardios pero es probable que sean más de unas pocas decenas de miles. Sólo se sabe que en la costa occidental de EE. UU. hay unos 4000 (excluyendo los de Alaska). Los censos de Japón permitieron hacer una estimación de unos 6000 animales, dos tercios de los cuales residían en la costa pacífica. En los últimos años, el gobierno japonés ha establecido un cupo anual de caza de un máximo de 54 especímenes. Estos berardios se explotaron más en el pasado. Entre 1948 y 1986 se mataron casi 4000 (con más de 300 en el año 1952). Además, los balleneros soviéticos informaron haber capturado 176 entre 1933 y 1974, y los que faenaban en las costas norteamericanas mataron unos 60 entre 1912 y 1966. Cada año mueren algunos a causa de los aparejos pesqueros, sobre todo al quedar atrapados en redes de deriva colocadas en aguas profundas. En la actualidad esta especie no se considera amenazada.